# Плазмоподобная среда
Плазмоподобная среда — это среда, в которой присутствуют свободные носители электрического заряда,
создающие при своем движении в среде электрические и магнитные поля, которые
существенно искажают внешние поля и влияют на характер движения самих зарядов.
Под термином «плазмоподобная среда» называют среды, обладающие значительной пространственной дисперсией.
К таким средам относятся ионизированные газ, металлы и полупроводники, молекулярные коллоидные кристаллы и электролиты.
Термин «плазмоподобная среда» был введен в 1961 Виктором Павловичем Силиным
и Анри Амвросьевичем Рухадзе в монографии «Электромагнитные свойства плазмы и плазмоподобных сред», вышедшем в Государственном издательстве литературы в области атомной науки и техники.